# ZRK Unitra M2405 S

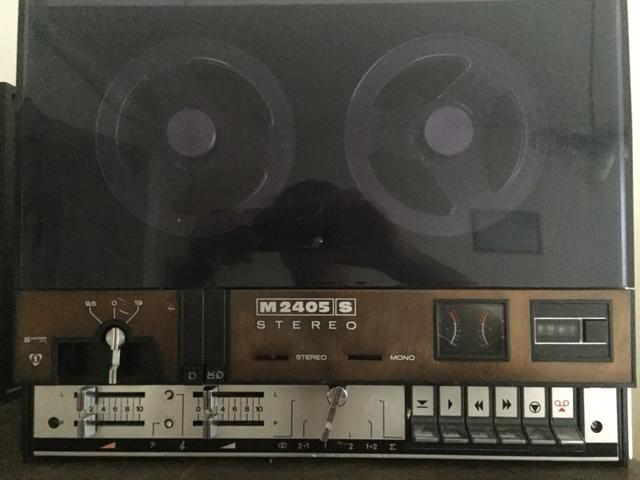
ZRk Unitra M2405S

Unitra M2405 S je stereofonní kotoučový magnetofon vyráběný značkou ZRK.

## Ovládání
Magnetofon se zapíná pomocí otočného přepínače vlevo. Pro rychlost 9,5 cm/s (kterou používá většina magnetofonů, např. Tesla B101 Stereo) se přepínač otáčí doprava. Pro rychlost 19 cm/s se přepínač otáčí doleva. Stopy lze měnit pomocí otočného přepínače uprostřed.

## Externí Odkazy
https://reeltoreel.cz/Unitra_ZK246.html Podobný typ